# Cantó de Sinjau
El cantó de Sinjau és un cantó francès del departament de l'Alt Loira, situat al districte de Sinjau. Té 7 municipis i el cap és Sinjau.

## Municipis
- Araulas
- Beaux
- Bessamorel
- Grazac
- Lapte
- Sant Julian lo Pinet
- Sinjau

## Història
| Data d'elecció                           | Identitat        | Partit           | Qualitat |
| ---------------------------------------- | ---------------- | ---------------- | -------- |
| 1966-2004                                | Jacques Barrot   | UDF, després UMP |          |
| 2004-                                    | Madeleine Dubois | UMP              |          |
| les dades anteriors no són pas conegudes |                  |                  |          |
|                                          |                  |                  |          |